# Maboroshi – Das Licht der Illusion
Maboroshi – Das Licht der Illusion (Originaltitel: 幻の光, Maboroshi no Hikari, Fernsehtitel: Das Licht der Versuchung) ist ein japanischer Film von Hirokazu Koreeda aus dem Jahr 1995. Der Film basiert auf einer Erzählung von Teru Miyamoto.

## Handlung
Yumiko aus Osaka ist glücklich mit Ikuo verheiratet und erwartet von ihrem Mann ein Kind. Eines Tages begeht dieser Suizid. Nach einigen Jahren verlässt sie Osaka und zieht auf die Noto-Halbinsel und heiratet dort einen Witwer, Tamio, der eine junge Tochter hat. Als ihr Bruder heiratet, kehrt sie für die Feierlichkeiten nach Osaka zurück und wird von ihrer Vergangenheit eingeholt.

## Kritik
Roger Ebert gibt dem Film vier von vier Sternen und bemerkt: „‚Maboroshi‘ wird uns nicht mit einer einfach gestrickten Handlung beleidigen. Es ist keine Seifenoper. Manchmal konfrontiert uns das Leben mit großen, schmerzhaften, unlösbaren Fragen und wir können nicht einfach ‚zur Tagesordnung übergehen‘. Es gibt keine einzige Einstellung im Film, die nicht würdevoll und erhaben wäre.“

„Ein minimalistisch, kalligrafisch hingehauchter Film, der wie beiläufig und tief poetisch die Themen Stille, Einsamkeit, Menschlichkeit und Religiosität behandelt. Fern von bedeutungsvollen Metaphern läßt er die Natur und die Gesichter der Menschen für sich sprechen, wobei der Gegensatz von Licht und Schatten sowie lange Einstellungen den kontemplativen Charakter verstärken. Eine außergewöhnliche Reflexion über den Fluß des Lebens.“